# Cristo Hernández
Cristo Hernández (Santa Cruz de Tenerife, 1968), escritor español destacado en la novela y el relato corto.

## Biografía
Licenciado en Filología Clásica por la Universidad de La Laguna, compagina su labor de escritor con la docencia, siendo profesor de Griego en el IES La Guancha (Tenerife). Ha colaborado en periódicos y suplementos culturales de las Islas Canarias con artículos de opinión y de crítica literaria. Ha recibido los siguientes premios literarios y menciones:
- Accésit I Concurso de Relato Corto sobre la Mujer del Ayuntamiento de San Miguel de Abona (2005).
- Premio Benito Pérez Armas de Novela (1999).
- Premio de Cuentos Club Náutico de Bajamar (1997).
- Finalista Premio de Cuentos Ateneo de La Laguna (1997).
- Finalista Premio de Cuentos Ciudad de La Laguna (1997).

Ha dirigido y presentado el programa de radio El libro de arena en la emisoria Radio La Guancha. Ha dirigido durante varios años el grupo Eirené Teatro del IES La Guancha (Tenerife), así como la revista escolar El Remate.
Ha impartido cursos de formación y actualización didáctica en las materias de Griego, Cultura Clásica y Mitología y las Artes.

## Obra

### Novela
- Recuerdos consentidos, Baile del Sol, 2000.
- El Jardín de las Especies, Caja de Ahorros de Canarias, 2001.
- La mirada de Gioconda, Editorial Afortunadas, 2002.
- Los Hermenautas y el Código de Apolo, Editorial Afortunadas, 2004.
- Biografía reciclada de Manolito el Camborio, Aguere-Idea, 2011.

### Relatos
- Fragmentos dispersos (de) un mundo futuro, Idea, 2005 (Libro de relatos).
- Envasados al vacío, Idea, 2005 (Libro de relatos).
- El relato Las seis caras del azar, en la antología Generación 21: nuevos novelistas canarios, Aguere-Idea, 2011.
- Tres microrrelatos en la antología Minitextos comprometidos, Idea, 2013.
- Tres microrrelatos en la antología Minitextos para sonreír, Idea, 2013.
- Tres microrrelatos en la antología Minitextos de amor y lujuria, Idea, 2013.
- Unidades libres, Aguere-Idea, 2014 (Libro de relatos).